# José María Gordon Prendergast
José María Gordon Prendergast (Jerez de la Frontera, 18 de marzo de 1856 - Egham, Inglaterra, 6 de septiembre de 1929) fue general de brigada en el ejército británico (conocido como Brigadier General Joseph Maria Gordon).  

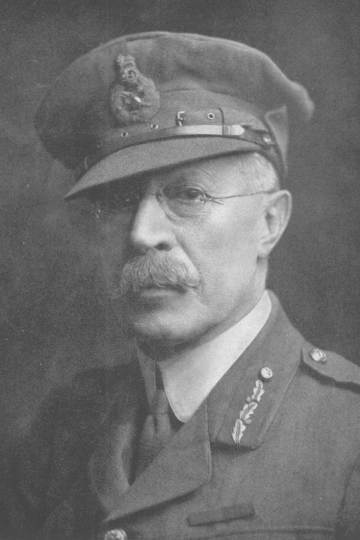
General J. M. Gordon

## Biografía
Nació en Jerez de la Frontera, hijo de Carlos Pedro Gordon Beigbeder, de ascendencia escocesa y francesa, y de Elena María Prendergast Gordon, de ascendencia irlandesa y escocesa. Siendo niño la familia retornó a establecerse en Escocia al heredar su padre posesiones allí. Se crio en Gran Bretaña donde estudió la carrera militar en la academia militar de artillería e ingenieros de Woolwich (desaparecida en 1939 por fusión con Sandhurst). Por esas fechas, siendo todavía cadete, conoció en Inglaterra al exiliado príncipe Alfonso que por aquellas mismas fechas estudiaba en la academia militar de Sandhurst y quien fue proclamado rey Alfonso XII en diciembre de 1874 recibiendo la noticia de la proclamación mientras cenaban juntos. Por aquellos días tenía lugar en España la tercera guerra carlista y J. M. Gordon le dijo al rey Alfonso XII que había hecho planes para viajar a España y unirse como observador a los ejércitos de su enemigo el pretendiente don Carlos con el objeto de ganar experiencia militar a lo que don Alfonso le dijo que si quería le daría una carta para que se pudiera unir a los ejércitos reales pero J. M. Gordon decidió no aceptar el ofrecimiento de don Alfonso.
Mientras don Alfonso viajaba a Madrid para ser proclamado rey, J. M. Gordon viajó por su cuenta al norte de España para unirse como observador al pretendiente don Carlos y sus ejércitos carlistas con el objeto de ganar experiencia militar. Participó en varias operaciones victoriosas del ejército carlista junto al mismo pretendiente don Carlos y retornó a Woolwich donde completó su carrera militar. 
Al poco tiempo, a principios de 1876 don Alfonso era rey en Madrid y don Carlos estaba exiliado en Londres, residiendo en el mismo hotel donde había residido don Alfonso durante su exilio y acompañado por el mismo J. M. Gordon.
Su primer destino como oficial fue en Irlanda que por aquellas fechas andaba revuelta con movimientos separatistas de Gran Bretaña. De ahí pasó a Nueva Zelanda y Australia donde tuvo varios empleos y negocios como civil pero pronto se integró en el ejército australiano y más tarde participó en la Guerras de los Bóer en Sudáfrica. El gobierno australiano le encargó la organización de su ejército y el diseño y construcción de las defensas militares. 
En abril de 1893, siendo coronel gobernador de Adelaida, tuvo la ocasión de recibir al buque español Nautilus que se encontraba en el proceso de dar la vuelta al mundo.
Contrajo matrimonio en 1892 con Eileen Fitzgerald y tuvieron una hija, Eileen y un hijo, Carlos.
En 1921 publicó su autobiografía titulada The Chronicles of a Gay Gordon

## Carrera militar
1874 - Ingresa en la academia militar de artillería e ingenieros de Woolwich

1876 - Teniente de artillería, destinado a Irlanda

1878 - Dimite y viaja a nueva Zelanda y Australia

1881 - Instructor de policía (Australia)

1882 - Teniente de artillería (Australia)

1883 - Capitán (Australia)

1885 - Comandante (Australia)

1892 - Teniente coronel (Australia)

1893 - Coronel (Australia)

1898 - Inspector de almacenes y consejero para las colonias australianas (Londres)

1899 - Guerra de Sudáfrica, vuelve a Australia

1900 - Coronel, manda una columna montada en Sudáfrica

1900 - General de brigada (Australia)

1902 - Gobernador militar del estado de Victoria

1905 - Gobernador militar del estado de Nueva Gales del Sur

1912 - Jefe de Estado Mayor (Australia)

1914 - Jubilación por edad.